# Non homologué
«Non homologué» — четвертий студійний альбом французького співака Жана-Жака Ґольдмана, випущений 1984 році лейблом «Epic Records».

## Композиції
Альбом був записаний у двох версіях: вініловій та цифровій. До вінілової версії альбому входить 10 музичних композицій (по 5 на кожній стороні вінілу), написаних Жаном-Жаком (і слова, й ноти).
Сторона «A»
- «Compte pas sur moi» —	5:24
- «Parler d'ma vie» —	4:53
- «La Vie par procuration» —	4:12
- «Délires Schizo Maniaco Psychotiques» —	3:58
- «Je marche seul» —	3:59

Сторона «B»
- «Pas toi» —	5:29
- «Je te donne» —	4:24
- «Famille» —	5:22
- «Bienvenue sur mon boulevard» —	4:11
- «Confidentiel» —	2:35

## Музиканти
- Тексти і музика — Jean-Jacques Goldman
- Бас-гітара — Guy Delacroix, Claude Le Péron
- Банджо — Claude Samard
- Хор та бек-вокал — Michael Jones, Guy Delacroix, J. L. Delest, P. Gaillard, Jean-Jacques Goldman, Robert Goldman, and Jean-Pierre Janiaud
- Клавір — Jean-Jacques Goldman
- Гітари — Claude Engel, Jean-Jacques Goldman, Michael Jones, Non Krief
- Орган і синтезатор — Georges Rodi
- Перкусії — Marc Changereau, P. A. Dahan, Guy Delacroix, Christophe Deschamps, Jean-François Gauthier
- Піаніно — Jean-Yves d'Angelo, Guy Delacroix, Jean-Jacques Goldman
- Акордеон — Roland Romanelli
- Віолончель — Patrice Mondon
- Синтезатор — Jean-Jacques Goldman, Roland Romanelli